# Svartlöga
Svartlöga ist eine Insel in Kirchspiel Blidö in der Gemeinde Norrtälje, im äußeren Stockholmer Schärengarten.
Die höchste Erhebung von Svartlöga befindet sich nur 12 Meter über dem Meeresspiegel. Die Hauptinsel mit dem dazugehörenden Schärengarten hat eine Gesamtfläche von 385 Hektar oder 3,85 km². Das Fahrwasser rund um die Insel ist sehr schwer zu navigieren. Dies liegt vor allem an den vielen Untiefen und Felsen, die sich dort befinden. Durch regelmäßige Besuche von Jägern und Fischern ließen sich am Ende des 15. Jahrhunderts die ersten Bewohner hier nieder und im Laufe des 17. Jahrhunderts gab es vier kleine Höfe. Svartlöga war eine der wenigen Inseln in Roslagen, welche sich von den russischen Verwüstungen im Jahre 1719, in der Schlussphase des Großen Nordischen Krieges schnell erholte.
Mitte des 19. Jahrhunderts gab es auf der Insel etwa 50 Kühe und 10 Pferde und im Jahr 1900 bestanden große Teile der Insel aus Feldern und Wiesen. Die letzten Tiere verschwanden in den 1960er-Jahren. Zur selben Zeit verließen auch die letzten Bewohner die Insel. Seit dem Jahr 2000 gibt es wieder einen Menschen, der permanent auf der Insel lebt. Im Dorf, mit seinen alten Schuppen, gab es Mitte der 1990er-Jahre das kleinste Postamt der Welt. Dieses wurde später zu einem Kiosk umgebaut, welcher aber nur in den Sommermonaten geöffnet hat. Außerdem gibt es dort eine Kapelle von 1916 und gleich westlich von der ehemaligen Bebauung entfernt, ein 5 Hektar großen botanischen Garten für Büsche und Bäume (Arboretum Lassas Hagar). Dieser wurde im Jahr 1980 eingerichtet. Von diesen gibt es im gesamten Schärengarten von Stockholm nur zwei Stück.
Auf Svartlöga gibt es keinen elektrischen Strom, aber eine feste Telefonverbindung mit dem Festland. Mobiltelefone funktionieren auf der Insel nur sehr ungenügend.
Die Insel wird während der Sommermonate täglich von der Fährgesellschaft Waxholmsbolaget angelaufen. Während der Winterzeit verkehrt die Fähre nur wochenweise von Furusund aus. Bei sehr starkem Eisgang übernimmt ein Luftkissenboot die Versorgung der Insel.